# Caloparyphus atriventris
Caloparyphus atriventris är en tvåvingeart som först beskrevs av Daniel William Coquillett 1902.  Caloparyphus atriventris ingår i släktet Caloparyphus och familjen vapenflugor. Inga underarter finns listade i Catalogue of Life.